# 薦盒
薦盒，又稱薦臺，是一種中國傳統工藝品、祭祀用具，流行於閩南民系聚居地如福建、潮汕、台灣等。通常置於神案上香爐之前，其上通常安置三個供杯以盛裝水、酒或茶，為一種放置供杯的檯架。在祭祀過程中分三次添酒，稱為一巡、二巡、三巡，一般宮廟、祠堂、家庭均有使用。薦盒的材質多以木質、錫或銅製，其形制與刻工裝飾多元豐富，常以吉祥圖案為主。常見的薦盒多作小型單層神案造型。